# József Vágó
József Vagó-Vanicsek est un footballeur international hongrois, né le 30 juin 1906 à Debrecen et mort le 26 août 1945. Il évolue au poste de défenseur durant les années 1930 au Bocskai FC.

## Biographie
On sait peu de choses sur lui sauf qu'il évolue au Bocskai FC lorsqu'il fait partie de l'équipe hongroise qui participe à la Coupe du monde 1934 en Italie.
Il compte treize sélections en équipe nationale et dispute la Coupe du monde 1934.